# Свободный журнал
Свободный журнал —  общедоступный ежемесячный журнал литературы, науки, искусства и общественной жизни. С  1916 года — литературно-общественный, беспартийно-прогрессивный иллюстрированный журнал.  Издавался с декабря 1913 года по 1917 год.
С декабря 1913 по январь 1914 года издавался в Санкт-Петербурге. С февраля 1914 года  — в Москве. С марта 1914 года по декабрь 1915 — в Петрограде и в Москве. С 1916 по 1917 год — в Москве. С 1913 по 1915 год печатался в издательстве М. И. Комарова. С  1916 по 1917 год — в издательстве С. Семенов.